# Escharella anatirostris
Escharella anatirostris is een mosdiertjessoort uit de familie van de Escharellidae. De wetenschappelijke naam van de soort is, als Mucronella anatirostris, voor het eerst geldig gepubliceerd in 1924 door O'Donoghue.